# Danielle Trussoni

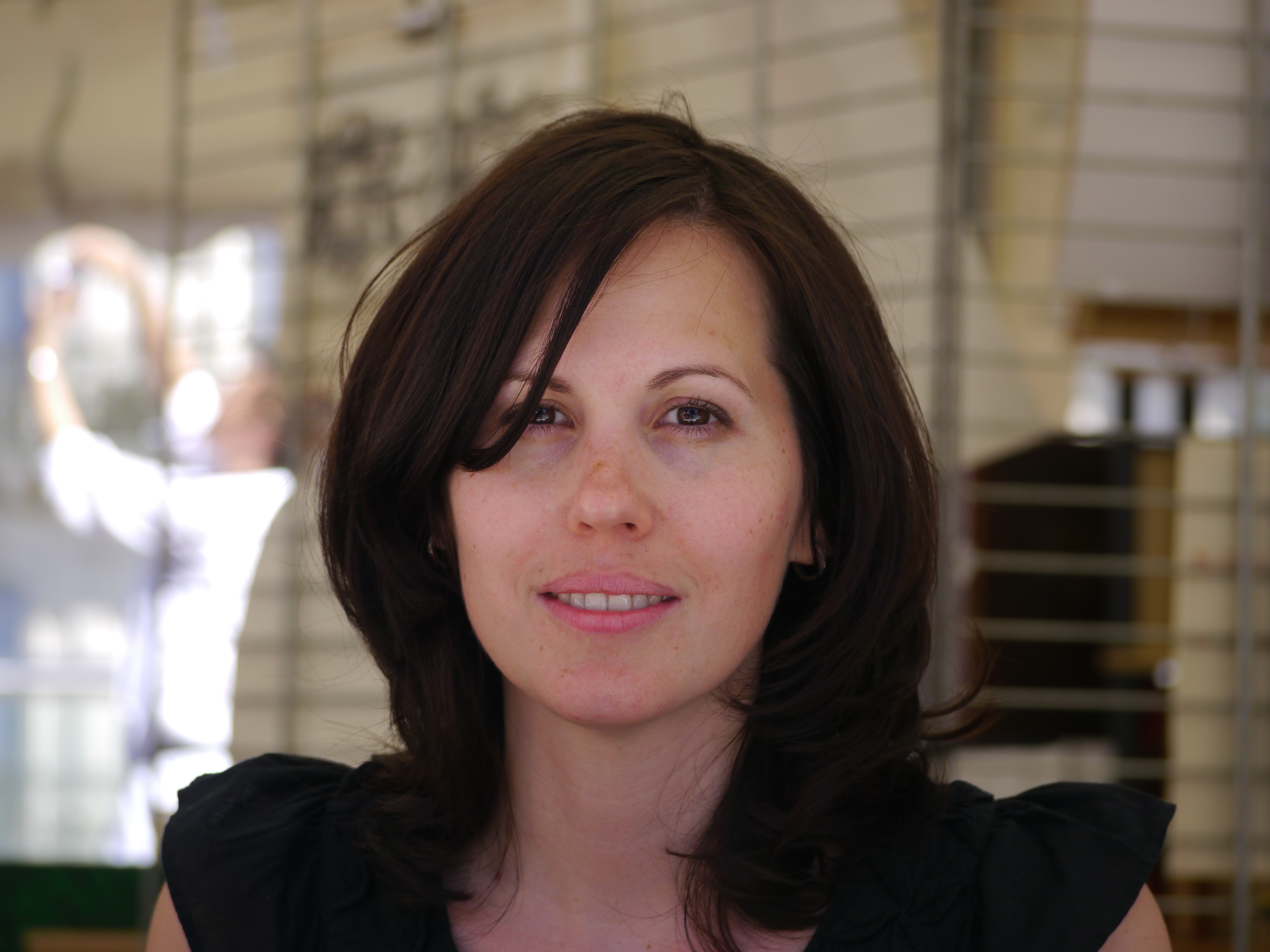
Danielle Trussoni (2011)

Danielle Trussoni (* 9. November 1973) ist eine US-amerikanische Schriftstellerin und Journalistin.
Trussoni studierte bis 1996 an der University of Wisconsin–Madison Geschichte und englische Literatur. Sie hat den Iowa Writers’ Workshop absolviert und lebt seither als freie Schriftstellerin in den USA und in Bulgarien. Sie schreibt unter anderem für The New York Times Book Review, The New York Times Magazine und The Telegraph Magazine.
Trussonis Buch Falling Through the Earth: A Memoir stand auf der Liste der 10 besten Bücher 2006 der New York Times und errang mehrere Buchpreise. Das folgende Werk Angelus (Original: Angelology) erzielte schon vor der Veröffentlichung großes Interesse; sieben Verlage wollten es herausbringen und zwei Filmgesellschaften boten um die Filmrechte, die schließlich an Columbia Pictures gingen.

## Bibliographie
- Falling Through The Earth, Henry Holt and Company, 2006, ISBN 0-8050-7732-4.
- Angelology (2010)
  - Angelus, Droemer, 2010, ISBN 978-3-426-19878-0.
- Angelopolis (2013)
- The Fortress (2016)
- The Ancestor (2020)
- The Puzzle Master (2023)
  - Ingenium. Das erste Rätsel. Hoffmann und Campe, Hamburg 2024, ISBN 978-3-455-01566-9.
- The Puzzle Box (2023)
  - Invictum. Das zweite Rätsel. Hoffmann und Campe, Hamburg 2024, ISBN 978-3-455-01699-4.

| Personendaten    | Personendaten                                      |
| ---------------- | -------------------------------------------------- |
| NAME             | Trussoni, Danielle                                 |
| KURZBESCHREIBUNG | US-amerikanische Schriftstellerin und Journalistin |
| GEBURTSDATUM     | 9. November 1973                                   |